# 사이먼 매코킨데일
사이먼 매코킨데일(Simon MacCorkindale, 1952년 2월 12일 ~ 2010년 10월 14일)은 영국의 배우 겸 영화 감독이다.
일리에서 태어났으며 매릴번에서 사망하였다. 사인은 대장암이다.

## 영화
- 13시간 (2010년)
- 블라인드 리벤지 (2010년) - 앤드류 볼즈 역
- 홀비시티 시즌1 (1999년)
- 레릭 헌터 (1999년)
- 윙 커맨더 (1999년)
- 다니엘 스틸 - 위대한 사랑 (1996년)
- 엣 더 미드나잇 아워 (1995년)
- 패밀리 캅스 (1995년)
- 그해 여름의 흰 장미 (1989년)
- 금단의 사랑 (1988년)
- 캐주얼티 (1986년)
- 죠스 3 (1983년)
- 황금 계곡의 비밀 (1982년) - 행크 리처즈 역
- 스워드 (1982년)
- 나일 살인사건 (1978년)